# Isla Serranilla
La isla Serranilla o el banco Serranilla es un placer del mar Caribe que se localiza a 15°50′N 79°50′O / 15.833, -79.833. Este pequeño territorio forma de manera oficial parte del departamento colombiano del Archipiélago de San Andrés, Providencia y Santa Catalina. La soberanía de Colombia sobre Serranilla fue ratificada expresamente y oficial  en el fallo del 19 de noviembre de 2012 de la Corte Internacional de Justicia de La Haya.

## Descripción

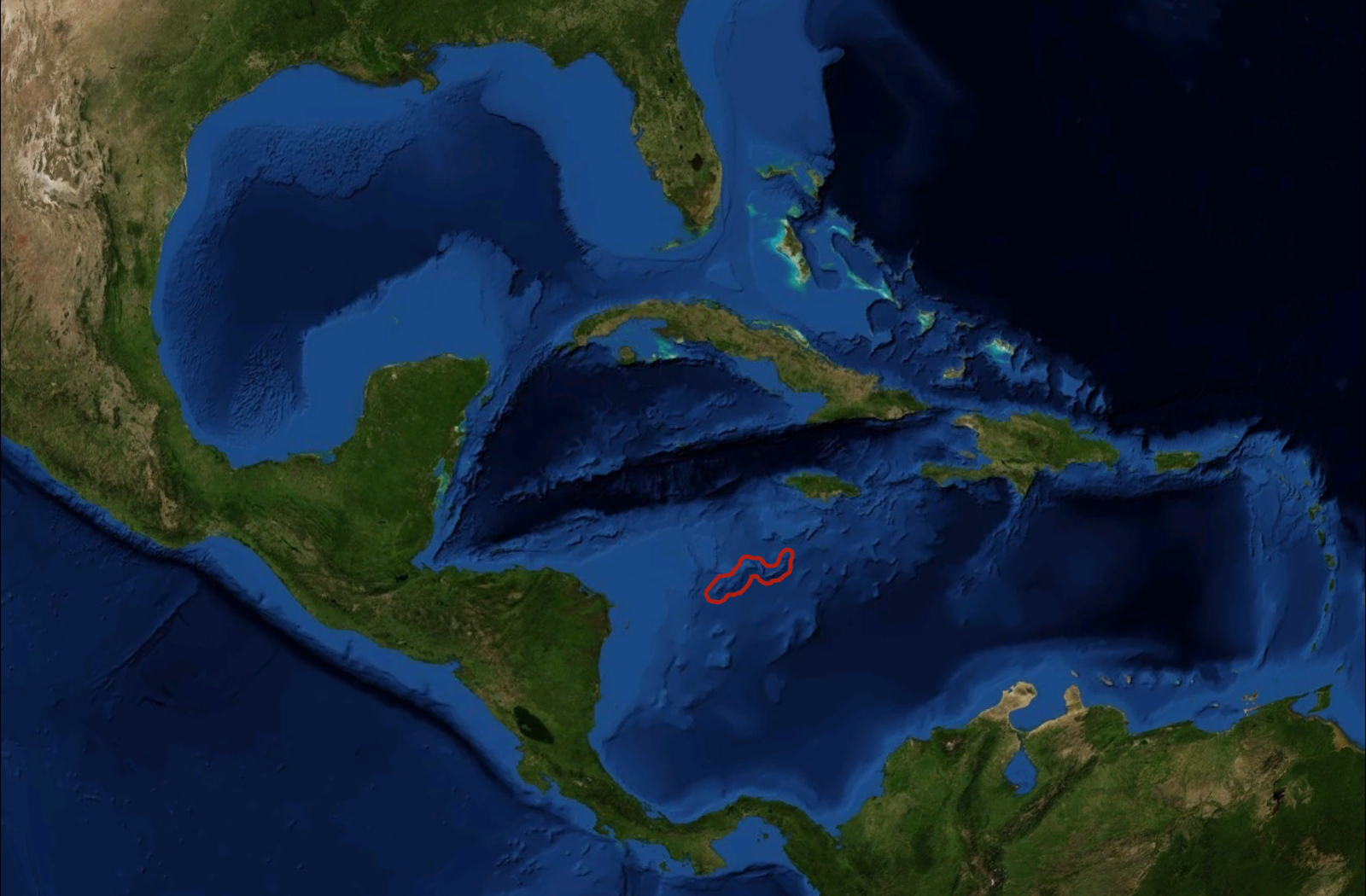
Banco Serranilla en el mar Caribe.

El Banco Serranilla es un antiguo atolón. Tiene cerca de 40 km de largo y 32 km de ancho, con un área de 1200 km², casi enteramente de agua. Varios cayos muy pequeños emergen de las aguas para formar las islas del banco. Ellas son West Breaker, Cayo Medio (Middle Cay), Cayo Este (East Cay) y Cayo Beacon (Beacon Cay). La vegetación está dispersa con arbustos y algunos árboles. 
El Cayo Beacon es la isleta más grande en el banco. Tiene construcciones de casas y algunas instalaciones militares, que fueron usadas por marines estadounidenses durante la crisis de los misiles de Cuba en 1962. La base está actualmente habitada por infantes de marina de la Armada Nacional de Colombia.
Hay un faro que tiene 33 m de alto y se encuentra deshabitado. Está operativo desde 1977.
En esta zona se vio el último avistamiento de la foca monje del Caribe en 1952.

## Historia y disputas sobre su soberanía
El banco de Serranilla apareció por primera vez en cartas náuticas españolas de 1510 como «Placer de la Serranilla». También fue mencionado por Louis-Michel Aury cuando su barco naufragó en él en 1820.
Los Estados Unidos reclamó el banco el 8 de septiembre de 1879 y luego el 13 de septiembre de 1880, luego de ser aprobada el 18 de agosto de 1856 la Ley de Islas Guaneras. Posteriormente Estados Unidos no hizo reclamos expresos sobre Serranilla ni sobre el ejercicio de soberanía de Colombia en el banco, pero tampoco ha hecho reconocimiento expreso de la soberanía colombiana sobre Serranilla, que no está mencionada en el Tratado Vázquez-Saccio de 1972 y que figura en algunas publicaciones oficiales como un territorio no organizado y no incorporado.
El 13 de noviembre de 1993 Colombia y Jamaica firmaron el Tratado Sanín-Robertson de Delimitación Marítima que reconoce la soberanía colombiana sobre los cayos del banco Serranilla y el área marítima comprendida dentro del arco de círculo de 12 millas náuticas alrededor. Este tratado estableció también más allá de este entorno una zona marítima de administración conjunta, control, exploración y explotación de los recursos vivos y no vivos, denominada Área de Régimen Conjunto.
La Constitución de Honduras promulgada el 11 de enero de 1982 hizo mención explícita de su soberanía sobre Serranilla. Sin embargo, desde la firma del Tratado de Delimitación Marítima entre Colombia y Honduras del 2 de agosto de 1986, conocido como Tratado Ramírez-López, que entró en vigor al ser ratificado por Honduras el 20 de diciembre de 1999, ambos países fijaron una línea limítrofe que excluyó a Honduras de todo reclamo sobre el Banco Serranilla, pero no de algunos islotes situados a más de 12 millas náuticas del banco, pese a lo cual sigue existiendo en la Constitución de Honduras la mención de su soberanía sobre el banco.
El 24 de marzo de 1928 Colombia y Nicaragua firmaron el Tratado Esguerra-Bárcenas, que reconoció la soberanía colombiana sobre las islas, islotes y cayos del archipiélago de San Andrés que, según el acta de canje de ratificaciones suscrita en 1930 (suscrita por Esguerra e Irías), están al oriente del meridiano 82ºW, como en efecto está Serranila.
El presidente de Nicaragua Daniel Ortega declaró ante el cuerpo diplomático en Managua el 4 de febrero de 1980 que el tratado era nulo sobre la base de que Nicaragua estaba en ese tiempo ocupada militarmente por los Estados Unidos y por lo tanto reclamó la soberanía de Nicaragua sobre el archipiélago de San Andrés. La anulación del tratado por parte de Nicaragua fue considerado por Colombia como un acto unilateral y por ende violatorio de la legislación internacional. En 1998 el presidente Arnoldo Alemán renunció a un acuerdo bilateral con Colombia y el 6 de diciembre de 2001 el país centroamericano demandó el caso ante la Corte Internacional de Justicia de La Haya.
La Corte de La Haya emitió un fallo el 13 de diciembre de 2007 sobre las objeciones preliminares de Colombia, declarando válido el tratado de 1928, pero en cambio consideró que no quedó resuelta en ese tratado la delimitación de áreas marinas y submarinas entre los dos países. El 19 de noviembre de 2012 la corte de La Haya emitió el fallo que concedió aguas jurisdiccionales a Nicaragua, pero rechazó los reclamos nicaragüenses a los cayos e islas y encontró unánimemente que la República de Colombia tiene soberanía sobre Serranilla.